# Арре (провінція Падуя)
Арре (італ. Arre, вен. Arre) — муніципалітет в Італії, у регіоні Венето, провінція Падуя.
Арре розташоване на відстані близько 380 км на північ від Рима, 45 км на південний захід від Венеції, 22 км на південь від Падуї.
Населення — 2168 осіб (2014).
Щорічний фестиваль відбувається 15 серпня. Покровитель — Maria SS. Assunta.

## Демографія
Населення за роками:

Станом на 1 січня 2023 року в муніципалітеті офіційно проживало 128 іноземців з 19 країн, серед них 42 громадяни країн Євросоюзу та 2 громадяни України.

## Сусідні муніципалітети
- Анья
- Баньолі-ді-Сопра
- Кандіана
- Консельве
- Террасса-Падована